# Rapport Brundtland
Pour les articles homonymes, voir Brundtland.
Le Rapport Brundtland est le nom communément donné à une publication, officiellement intitulée Notre avenir à tous (Our Common Future), publiée en 1987 par la Commission mondiale sur l’environnement et le développement de l'Organisation des Nations unies, présidée par la Norvégienne Gro Harlem Brundtland. Utilisé comme base au Sommet de la Terre de 1992, ce rapport utilise pour la première fois l'expression de « sustainable development », traduit en français par « développement durable », et il lui donne une définition :

« Le développement durable est un mode de développement qui répond aux besoins des générations présentes sans compromettre la capacité des générations futures de répondre aux leurs. Deux concepts sont inhérents à cette notion : le concept de « besoins », et plus particulièrement des besoins essentiels des plus démunis, à qui il convient d’accorder la plus grande priorité, et l’idée des limitations que l’état de nos techniques et de notre organisation sociale impose sur la capacité de l’environnement à répondre aux besoins actuels et à venir. »

Depuis ce rapport, l'expression s'est répandue dans le monde entier.

## Historique
Selon le premier Rapport du Club de Rome, dit aussi Rapport Meadows, publié en 1972, la poursuite de la croissance économique entraînerait au cours du XXIe siècle et plus précisément vers l’an 2100 une chute brutale de la population à cause de la pollution, de l’appauvrissement des sols cultivables et de la raréfaction des ressources énergétiques.
En 1973, la crise pétrolière fait prendre conscience du problème de l'épuisement des ressources. De plus, la fin des années 1970 et le début des années 1980 sont marqués par plusieurs grandes catastrophes environnementales et industrielles (Seveso, Olympic Bravery, Boehlen, Amoco Cadiz, Three Mile Island…). Fortement médiatisés, ces évènements marquent l'opinion publique. La relation entre environnement et développement s'installe alors progressivement dans les consciences.
En 1983, l'Organisation des Nations unies met en place la Commission mondiale sur l’environnement et le développement, composée de 23 personnes issues de 22 pays et sous la direction de Gro Harlem Brundtland, Première ministre de Norvège, afin de définir un programme de coopération internationale et pluridisciplinaire sur les problèmes environnementaux.
Pendant trois ans, la Commission auditionne différents acteurs des pays développés et en développement : « hauts représentants de gouvernements, de scientifiques et d'experts, d'instituts de recherche, d'industriels, de représentants d'organisations non gouvernementales (ONG) et du grand public » lors d'audiences publiques tenues dans le monde entier. Les contributions écrites et témoignages d'experts sont catalogués, analysés et synthétisés et la commission commande plus de 75 études liées aux problématiques d'environnement et de développement économique. Elle publie son rapport final Notre avenir à tous (Our Common Future) en 1987.

## Développement durable ou soutenable?
Il existe trois éditions francophones du rapport Brundtland. La première a été éditée par l’Oxford University Press en 1987 et ressemble à un manuscrit dactylographié.
La deuxième édition, préparée par la maison d'édition québécoise Les Éditions du Fleuve en 1988, apporte de nombreuses améliorations au manuscrit et remplace « développement durable » par « développement soutenable ». En 1989, les Éditions du Fleuve impriment une édition révisée qui comprend une introduction écrite par Gro Harlem Brundtland (il s'agit de la traduction de la préface de l'édition anglaise publiée par l'Oxford University Press en 1987).
L'éditeur québécois a pris la peine d'expliquer son choix du mot « soutenable » dans l'édition de 1989 : « L'éditeur, à la demande de la Commission, a traduit sustainable development par développement soutenable et non par développement durable. Cependant, développement durable semble être mieux accepté que développement soutenable, du moins en Amérique »[réf. souhaitée].
Quoique l'expression développement durable ait fini par s'imposer dans les pays francophones, selon certains, le bon usage imposerait l'expression développement soutenable, tel que demandé par la Commission. La modification a d'ailleurs créé une polémique,,.

## Structure du rapport
Le rapport est structuré en 12 chapitres :
- Avant-propos
- Introduction : une Terre, un monde, Un survol par la Commission mondiale sur l’environnement et le développement

1. Un avenir compromis[8]
2. Vers un développement durable[9]
3. Le rôle de l'économie mondiale[10]
4. Population et ressources humaines[11]
5. Sécurité alimentaire : soutenir le potentiel[12]
6. Espèces et écosystèmes : les ressources au service du développement[13]
7. Énergie : des choix pour l'environnement et le développement[14]
8. Industrie : produire plus avec moins[15]
9. Le défi urbain[16]
10. La gestion du patrimoine commun[17]
11. Paix, sécurité, développement et environnement[18]
12. Vers une action commune : propositions en vue d'une réforme institutionnelle et juridique[19]

## Postérité
En 1991, l'économiste Manfred Max-Neef affine la définition du Rapport Brundtland avec sa théorie des besoins humains fondamentaux.
Depuis la pandémie de Covid-19, les regains d'attention pour les projets de tourisme durable ont suscité l’intérêt pour les nombreux rapports et enquêtes rédigés depuis le "Bruntland", souvent transmis à l’Organisation mondiale du tourisme (OMT).

## Annexe